# Апостольский протонотарий

Герб апостольского протонотария

Апо́стольский протонота́рий (лат. protonotarius apostolicus) — титул в Римско-католической церкви. Апостольским протонотарием называется либо член самой высшей неепископской коллегии прелатов в Римской курии, либо, вне Рима, почётный прелат, которому папа римский присвоил этот титул и его особые привилегии.

## История
В поздней античности были в Риме семь региональных нотариусов, которые, на дальнейшее развитие папской администрации и сопровождающееся увеличение нотариусов, оставались высшими дворцовыми нотариусами папской канцелярии (notarii apostolici или protonotarii). В средние века протонотарии были высшими папскими чиновниками, и часто возводились в кардиналы прямо с этой должности. Первоначально их число было семь, папа римский Сикст V (1585—1590) увеличил их количество до двенадцати. Их значение постепенно уменьшалось, и ко во времени Французской революции должности почти полностью исчезли. 8 февраля 1838 года папа римский Григорий XVI восстановил Коллегию реальных протонотариев с семью членами называемых protonotarii de numero participantium, также известные как постоянные протонотарии, потому что они совместно распределяют доходы, как официалы Римской Канцелярии.
С XVI века папы римские также назначали почётных протонотариев, которые пользовались теми же привилегиями, что и семь действительных членов коллегии; и титулярных протонотариев, которые занимали соответствующую должность в администрации епископского ординариата или коллегиального капитула. Motu proprio Inter multiplices от 21 февраля 1905 года папа римский Пий X определил положение протонотариев: привилегии, облачения, и инсигнии членов четырех классов:
- Protonotarii apostolici de numero participantium — члены в числе Коллегии прелатов, которые осуществляли свою должность в связи с актами консисторий и канонизации, были представителями в Священной Конгрегации Пропаганды Веры, и, в соответствии с реорганизацией Курии Апостольской конституцией «Sapienti consilio» от 29 июня 1908 года, подписанной папской буллой вместо ранее аббревиаторов. Они использовали епископское облачение и пользовались многочисленными привилегиями, а также, после рассмотрения кандидатов, ежегодно называли фиксированное число докторов богословия и канонического права;
- Protonotarii apostolici supranumerarii — достоинство которое имели только каноники четырех римских патриарших главных базилик (Латеранской, Святого Петра, Санта-Мария-Маджоре и Сан-Паоло-фуори-ле-Мура), а также соборные капитулы вне Рима, которым была предоставлена привилегия, могли быть повышены;
- Protonotarii apostolici ad instar (sc. participantium) — которые были назначены папой и имели те же самые внешние знаки отличия, как и реальные протонотарии;
- Protonotarii titulares seu honorarii — которые находились вне Рима, и которые получали это достоинство от нунциев или как особую привилегию.

## Нынешняя практика
С 1969 года (после издания двух motu proprio папы римского Павла VI: Pontificalis Domus от 28 марта 1968 года и Pontificalia Insignia от 21 июня 1968 года) эти классы сводятся к двум:
- Апостольские протонотарии de numero — которые продолжают работу Коллегии протонотариев и по-прежнему имеют определенные обязанности в отношении папских документов. К ним могут формально обращаться как: "Преподобнейший господин или монсеньор (на итал. Reverendissimo Signore, Monsignore)," и они могут носить мантилетту, фиолетовую сутану и роше для богослужений, черную сутану с красной окантовкой и фиолетовый пояс в другое время, и можно добавить фиолетовое феррайоло и биретту с красным помпоном в черной сутане для официальных церемоний, не литургического характера (например, на окончание учебного заведения).

- Апостольские протонотарии внештатные — титул, как награда папы римского священникам, однако титул чисто почётный и не привязан к какой-либо обязанности в Курии — это тип протонотариев находящиеся вне Рима, и он считается высшей степенью монсеньора в большинстве епархий. К священникам, удостоенным такой чести, обращаются "Преподобный монсеньор", они могут поставить заглавные буквы "P.A." после своих имён, могут носить фиолетовые сутаны (с комжей) для богослужений, черную сутану с красной окантовкой и фиолетовый пояс в другое время, и можно добавить фиолетовое феррайоло для формальных, не литургических церемоний, но не использовать ни один из других атрибутов, упомянутых выше.

До 1969 года все протонотарии имели право на ограниченное использование епископского облачения (инсигний или регалий надлежащих епископам — митру, перстень, епископские перчатки, наперсный крест и епископские сандалии). Эта привилегия  с тех пор была отменена.